# Josh Ross
Josh Ross (Detroit, 31 ottobre 1999) è un giocatore di football americano statunitense che milita nel ruolo di linebacker per i Seattle Seahawks della National Football League (NFL).

## Carriera

### Baltimore Ravens
Al college Ross giocò a football a Michigan dal 2017 al 2021, venendo inserito nella terza formazione ideale della Big Ten Conference nel 2021. Dopo non essere stato scelto nel Draft NFL 2022 firmò con i Baltimore Ravens. Al termine del training camp riuscì a entrare nei 53 uomini del roster per l'inizio della stagione regolare. Nel secondo turno si infortunò a un piede, venendo inserito in lista infortunati il 19 settembre 2022. Il 20 dicembre 2022 tornò attivo.
Il 29 agosto 2023 Ross fu svincolato dai Ravens dopo di che rifirmò con la squadra di allenamento. Il 29 gennaio 2024 firmò un nuovo contratto come riserva.
Ross fu svincolato il 27 agosto 2024, dopo di che rifirmò con la squadra di allenamento. Il 5 settembre fu promosso nel roster attivo. Fu svincolato il 22 ottobre.

### Seattle Seahawks
Il 23 ottobre 2024 Ross firmò con i Seattle Seahawks. Con essi in quella stagione disputò 10 partite, mettendo a segno 4 placcaggi. Il 21 marzo 2025 firmò un nuovo contratto con la squadra.